# Streptocarpus compressus
Streptocarpus compressus är en tvåhjärtbladig växtart som beskrevs av Brian Laurence Burtt. Streptocarpus compressus ingår i släktet Streptocarpus och familjen Gesneriaceae. Inga underarter finns listade i Catalogue of Life.